# Liga ACB 2008-2009
La Liga ACB 2008-2009 è stata la 53ª edizione del massimo campionato spagnolo di pallacanestro maschile.
La stagione 2008-09 di Liga ACB ha avuto un inizio confuso; infatti 25 luglio 2008 il Akasvayu Girona non si è potuto iscrivere dai problemi economici e quindi si è dovuto iscrivere l'Obradoiro CAB, anche se infine fu deciso che il campionato sarebbe stato disputato soltanto da 17 squadre poiché le squadre della Galizia non potranno partecipare fino alla stagione 2009-10.
La stagione è cominciata sabato 4 ottobre 2008 e terminata domenica 10 maggio 2009.

## Risultati

### Stagione regolare
|     | Squadra                  | G  | V  | P  | PF    | PS    | Pt. | Qualificazione    |
| --- | ------------------------ | -- | -- | -- | ----- | ----- | --- | ----------------- |
| 1.  | TAU Cerámica             | 32 | 28 | 4  | 2.865 | 2.464 | 60  | playoffs          |
| 2.  | Regal FC Barcelona       | 32 | 26 | 6  | 2.601 | 2.278 | 58  | playoffs          |
| 3.  | Unicaja Málaga           | 32 | 24 | 8  | 2.668 | 2.325 | 56  | playoffs          |
| 4.  | Real Madrid              | 32 | 23 | 9  | 2.690 | 2.528 | 55  | playoffs          |
| 5.  | DKV Joventut Badalona    | 32 | 22 | 10 | 2.647 | 2.525 | 54  | playoffs          |
| 6.  | Kalise Gran Canaria      | 32 | 20 | 12 | 2.566 | 2.487 | 52  | playoffs          |
| 7.  | Pamesa Valencia          | 32 | 16 | 16 | 2.452 | 2.416 | 48  | playoffs          |
| 8.  | Iurbentia Bilbao Basket  | 32 | 15 | 17 | 2.451 | 2.492 | 47  | playoffs          |
| 9.  | Alta Gestión Fuenlabrada | 32 | 15 | 17 | 2.669 | 2.639 | 47  |                   |
| 10. | Ricoh Manresa            | 32 | 14 | 18 | 2.382 | 2.503 | 46  |                   |
| 11. | CB Granada               | 32 | 12 | 20 | 2.369 | 2.516 | 44  |                   |
| 12. | Bruesa GBC               | 32 | 11 | 21 | 2.448 | 2.589 | 43  |                   |
| 13. | MMT Estudiantes          | 32 | 11 | 21 | 2.473 | 2.586 | 43  |                   |
| 14. | Cajasol Sevilla          | 32 | 10 | 22 | 2.429 | 2.641 | 42  |                   |
| 15. | CB Murcia                | 32 | 9  | 23 | 2.347 | 2.636 | 41  |                   |
| 16. | ViveMenorca              | 32 | 8  | 24 | 2.281 | 2.481 | 40  | retrocesse in LEB |
| 17. | CAI Zaragoza             | 32 | 8  | 24 | 2.383 | 2.615 | 40  | retrocesse in LEB |

## Playoff
|  | Quarti di finale | Quarti di finale  | Quarti di finale |            |             | Semifinali     | Semifinali | Semifinali |  |  | Finali | Finali         | Finali |
|  |                  |                   |                  |            |             |                |            |            |  |  |        |                |        |
|  | 1.               | Saski Baskonia    | 2                |            |             |                |            |            |  |  |        |                |        |
|  | 8.               | Bilbao Berri      | 0                |            |             |                |            |            |  |  |        |                |        |
|  | 8.               | Bilbao Berri      | 0                |            | 1.          | Saski Baskonia | 2          |            |  |  |        |                |        |
|  |                  |                   |                  |            | 1.          | Saski Baskonia | 2          |            |  |  |        |                |        |
|  |                  | 4.                | Real Madrid      | 1          |             |                |            |            |  |  |        |                |        |
|  | 4.               | 4.                | Real Madrid      | 1          | Real Madrid | 2              |            |            |  |  |        |                |        |
|  | 4.               |                   |                  |            | Real Madrid | 2              |            |            |  |  |        |                |        |
|  | 5.               | Joventut Badalona | 1                |            |             |                |            |            |  |  |        |                |        |
|  |                  |                   |                  |            |             |                |            |            |  |  | 1.     | Saski Baskonia | 1      |
|  |                  |                   | 2.               | Barcellona | 3           |                |            |            |  |  |        |                |        |
|  | 2.               | Barcellona        | 2                |            |             |                |            |            |  |  |        |                |        |
|  | 7.               | Valencia          | 0                |            |             |                |            |            |  |  |        |                |        |
|  | 7.               | Valencia          | 0                |            | 2.          | Barcellona     | 2          |            |  |  |        |                |        |
|  |                  |                   |                  |            | 2.          | Barcellona     | 2          |            |  |  |        |                |        |
|  |                  | 3.                | Málaga           | 1          |             |                |            |            |  |  |        |                |        |
|  | 3.               | 3.                | Málaga           | 1          | Málaga      | 2              |            |            |  |  |        |                |        |
|  | 3.               |                   |                  |            | Málaga      | 2              |            |            |  |  |        |                |        |
|  | 6.               | Gran Canaria      | 1                |            |             |                |            |            |  |  |        |                |        |

## Formazione vincitrice
| N° | Naz.                            | Ruolo | Sportivo             |  | Alt. |  |
| -- | ------------------------------- | ----- | -------------------- |  | ---- |  |
| 5  | Italia (bandiera)               | G     | Gianluca Basile      |  | 192  |  |
| 6  | Stati Uniti (bandiera)          | P     | Andre Barrett        |  | 178  |  |
| 8  | Spagna (bandiera)               | AG    | Jordi Trias          |  | 206  |  |
| 9  | Rep. Ceca (bandiera)            | GA    | Luboš Bartoň         |  | 200  |  |
| 10 | Slovenia (bandiera)             | P     | Jaka Lakovič         |  | 186  |  |
| 11 | Spagna (bandiera)               | G     | Juan Carlos Navarro  |  | 192  |  |
| 13 | Australia (bandiera)            | AC    | David Andersen       |  | 211  |  |
| 17 | Spagna (bandiera)               | C     | Fran Vázquez         |  | 209  |  |
| 20 | Bosnia ed Erzegovina (bandiera) | AP    | Nihad Đedović        |  | 196  |  |
| 21 | Turchia (bandiera)              | AP    | Ersan İlyasova       |  | 206  |  |
| 24 | Spagna (bandiera)               | P     | Víctor Sada          |  | 192  |  |
| 25 | Porto Rico (bandiera)           | C     | Daniel Santiago      |  | 216  |  |
| 44 | Spagna (bandiera)               | G     | Roger Grimau         |  | 196  |  |
|    | Spagna (bandiera)               | All.  | Xavier Pascual Vives |  |      |  |

## Statistiche
Punti
| Pos. | Squadra         | Nome         | G  | Pts | PPG   |
| ---- | --------------- | ------------ | -- | --- | ----- |
| 1.   | Igor Rakočević  | Tau Cerámica | 32 | 634 | 19,81 |
| 2.   | Brad Oleson     | Fuenlabrada  | 32 | 578 | 18,06 |
| 3.   | Paolo Quinteros | CAI Zaragoza | 30 | 523 | 17,43 |
| 4.   | Taquan Dean     | CB Murcia    | 31 | 517 | 16,68 |
| 5.   | Marcus Haislip  | Unicaja      | 31 | 510 | 16,45 |

Rimbalzi
| Pos. | Squadra          | Nome               | G  | Reb. | RPG  |
| ---- | ---------------- | ------------------ | -- | ---- | ---- |
| 1.   | Curtis Borchardt | CB Granada         | 26 | 257  | 9,88 |
| 2.   | Felipe Reyes     | Real Madrid        | 30 | 282  | 9,40 |
| 3.   | Ersan İlyasova   | Regal FC Barcelona | 32 | 244  | 7,62 |
| 4.   | Andy Panko       | Bruesa GBC         | 32 | 216  | 6,75 |
| 5.   | Fran Vázquez     | Regal FC Barcelona | 31 | 206  | 6,65 |

Assist
| Pos. | Squadra          | Nome          | G  | Ass. | APG  |
| ---- | ---------------- | ------------- | -- | ---- | ---- |
| 1.   | Ricky Rubio      | DKV Joventut  | 22 | 135  | 6,14 |
| 2.   | Javier Rodríguez | Ricoh Manresa | 28 | 171  | 6,11 |
| 3.   | Pablo Prigioni   | TAU Cerámica  | 31 | 156  | 5,03 |
| 4.   | Chris Thomas     | CB Murcia     | 31 | 154  | 4,97 |
| 5.   | Kristaps Valters | Fuenlabrada   | 32 | 154  | 4,81 |

## Premi e riconoscimenti
- Liga ACB MVP:  Felipe Reyes, Real Madrid
- Liga ACB MVP finali:  Juan Carlos Navarro, Regal FC Barcelona
- Giocatore rivelazione:  Brad Oleson, Alta Gestión Fuenlabrada
- Miglior allenatore:  Duško Ivanović, Tau Cerámica
- Quintetto ideale:
  -  Pablo Prigioni, Tau Cerámica
  -  Igor Rakočević, Tau Cerámica
  -  Juan Carlos Navarro, Regal FC Barcelona
  -  Fran Vázquez, Regal FC Barcelona
  -  Felipe Reyes, Real Madrid